# Estación de Puerto Morelos
Puerto Morelos es la estación de trenes del puerto de mismo nombre en el municipio honónimo, Quintana Roo. La estación permite conectar y atender el transporte local y el turismo con la zona de Puerto Morelos.
La estación del Tren Maya que abrió el 15 de marzo del 2024 justo fuera de Puerto Morelos.

## Tren Maya
Andrés Manuel López Obrador anunció en su campaña presidencial del 2018 el proyecto del Tren Maya. El 13 de agosto de 2018 anunció el trazo completo. El recorrido de la nueva ruta del Tren Maya puso a la Estación Puerto Morelos en la ruta que conectaría con Playa del Carmen y Cancún, Quintana Roo.